# Glycyrrhiza iconica
Glycyrrhiza iconica är en ärtväxtart som beskrevs av Hub.-mor. Glycyrrhiza iconica ingår i släktet Glycyrrhiza och familjen ärtväxter. Inga underarter finns listade i Catalogue of Life.